# Gare de Fujinomiya
La gare de Fujinomiya (富士宮駅, Fujinomiya-eki) est une gare ferroviaire de la ville de Fujinomiya, dans la préfecture de Shizuoka au Japon. La gare est exploitée par la compagnie JR Central.

## Situation ferroviaire
La gare de Fujinomiya est située au point kilométrique (PK) 10,7 de la ligne Minobu.

## Histoire
La gare de Fujinomiya a été inaugurée le 20 juillet 1913.

## Service des voyageurs

### Accueil
La gare dispose d'un bâtiment voyageurs, avec guichets, ouvert tous les jours.

### Desserte
- Ligne Minobu :
  - voie 2 : direction Fuji et Shizuoka
  - voie 3 : direction Minobu et Kōfu